# Santa Cruz Tlaxcala
Santa Cruz Tlaxcala es una localidad del estado mexicano de Tlaxcala. Es cabecera del municipio de Santa Cruz Tlaxcala.

## Demografía
| Censo | Población |
| ----- | --------- |
| 1900  | 899       |
| 1910  | 1024      |
| 1921  | 959       |
| 1930  | 1298      |
| 1940  | 1939      |
| 1950  | 2171      |
| 1960  | 2261      |
| 1970  | 2301      |
| 1980  | 2967      |
| 1990  | 6666      |
| 1995  | 7634      |
| 2000  | 8282      |
| 2005  | 4548      |
| 2010  | 4848      |
| 2020  | 5845      |